# Warden Law

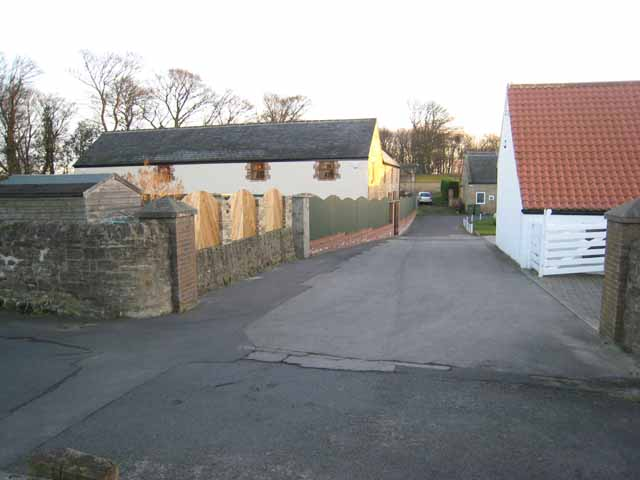

Warden Law est un village et une paroisse civile du Tyne and Wear, en Angleterre. Il est situé au sud-ouest du centre de Sunderland.